# فیلیپ لامانتیا
فیلیپ لامانتیا (انگلیسی: Philip Lamantia؛ ۲۳ اکتبر ۱۹۲۷ – ۱۲ مارس ۲۰۰۵) شاعر، و نویسنده فراواقع‌گرایی اهل ایالات متحده آمریکا بود.